# Coniothyrium lavandulae
Coniothyrium lavandulae är en svampart som beskrevs av Gucevic 1970. Coniothyrium lavandulae ingår i släktet Coniothyrium och familjen Leptosphaeriaceae.   Inga underarter finns listade i Catalogue of Life.